# Уоткинс, Джон (канадский дипломат)
Джон Уо́ткинс (англ. John Watkins); 1902 год — 12 октября 1964 года) — канадский педагог и дипломат. Поверенный в делах (1948—1954) и посол (1954—1956) Канады в СССР.

## Биография
Родился в 1902 году в посёлке Норвал (ныне — часть города Халтон-Хиллс), провинция Онтарио. Был преподавателем в Манитобском университете, специализировался на Скандинавии. В 1946 году перешёл на службу в Министерство иностранных дел.
В 1948 году Уоткинс стал временным поверенным в делах Канады в СССР. В Советском Союзе канадский дипломат быстро выучил русский язык, сумел приобрести множество друзей и заслужить расположение властей, которые позволили ему посещать города, закрытые для посещения иностранцами. В 1954 году он официально стал послом Канады в СССР. В 1955 году им была организована историческая встреча между министром иностранных дел Канады Лестером Пирсоном и первым секретарём ЦК КПСС Никитой Хрущёвым.
В 1964 году Уоткинс был задержан в монреальском отеле агентами Королевской канадской конной полиции (КККП) и ЦРУ, которые обвинили его в том, что он является советским агентом влияния. Через несколько дней после допроса он скончался. В официальном некрологе утверждалось, что Уоткинс умер от сердечного приступа во время устроенного им в связи с окончанием карьеры прощального ужина.
В 1980 году канадский журналист Ян Адамс начал расследование смерти Джона Уоткинса. Его публикации вынудили правительство Квебекской партии потребовать от КККП предоставить отчёт о причинах смерти Уоткинса. Сначала КККП отказалась его предоставить, ссылаясь на возможную угрозу национальной безопасности, но затем было признано, что Уоткинс умер в номере монреальской гостинице в ходе своего допроса. Также КККП признала, что не обнаружило никаких доказательств того, что Уоткинс был советским агентом.

## В кино и литературе
В 1999 году Адамс выпустил, по итогам своего расследования, книгу « Agent of Influence». В ней он связывает допрос Уоткинса ЦРУ и КККП желанием ЦРУ найти какие-либо компрометирующие материалы на премьер-министра Лестера Пирсона, которого Уоткинс хорошо знал. В 2002 году по книге был снят одноимённый телевизионный фильм с Кристофером Пламмером в роли Уоткинса.
Джон Уоткинс, наряду с его другом и коллегой Гербертом Норманом, стали прототипами Гарри Рэймонда, главного героя пьесы Тимоти Финдли «The Stillborn Lover» (1993).